# Haeundae Lovers
Haeundae Lovers (해운대 연인들) - tạm dịch là "Người yêu Haeundae" là bộ phim truyền hình tiếp theo sau Big tại Hàn Quốc, là câu chuyện về một chàng ủy viên công tố thâm nhập vào một gia đình tội phạm ở Haeundae, Busan. Sau đó anh ta bị tai nạn giao thông và bị mất trí. Anh đã yêu nhầm Ko Sora (vai diễn của Jo Yeo Jung) - con gái của một ông trùm mafia. Trước đó, chàng công tố viên này đã đính hôn với Yoon Sena (Nam Gyuri) - con gái của Bộ trưởng Bộ Tư pháp.

## Diễn viên tham gia
- Kim Kang-woo - Prosecutor Lee Tae-sung
- Jo Yeo-jeong - Go So-ra
- Jung Suk-won - Choi Joon-hyuk
- Nam Gyu-ri - Yoon Se-ra
- Kim Yeong-ok
- Im Ha-ryong
- Park Sang-myun
- Park So-yeon - Lee Gwan-soon
- Park Geon-il- Lee Dong-baek
- Kang Min-kyung - Hwang Joo-hee